# Bairro Alto
Bairro Alto és un districte central de la ciutat de Lisboa. A diferència de moltes de les freguesies de Lisboa, aquesta regió és una associació solta de barris, sense autoritat política local formal però amb importància social i històrica a la comunitat urbana de Lisboa.
El bairro o "el barri" és el resultat de la expansió urbana del segle xvi, formant-se a fora de les parets de la ciutat històrica. Es caracteritza per una gairebé forma ortogonal tract.